# آلفردو بیندا
آلفردو بیندا (۱۱ اوت ۱۹۰۲–۱۹ ژوئیه ۱۹۸۶) رکابزن ایتالیایی بود که در دهه‌های ۱۹۲۰ و ۱۹۳۰ فعالیت می‌کرد. او نخستین کسی بود که توانست پنج بار فاتح جیرو دیتالیا شود. همچنین سه بار قهرمان جهان شد. افزون بر این، چهار بار برندهٔ تور لمباردی و دو بار برندهٔ تور میلان-سانرمو شد.
در سال‌های بعد، بیندا مربی تیم ملی ایتالیا شد. تحت مربیگری او فائوستو کوپی، جینو بارتالی و گاستونه ننچینی برندهٔ تور دو فرانس شدند.

## آغاز زندگی
بیندا در چیتیلیو نزدیک وارزه به دنیا آمد؛ ولی در سن نوجوانی به نیس در جنوب فرانسه منتقل شد. او به همراه دایی خود به شاگردی گچ‌کاری مشغول شد و با برادرش پریمو زمان‌های آزاد خود را به دوچرخه‌سواری می‌گذراندند. او در سپتامبر ۱۹۲۱ نخستین مسابقهٔ خود را انجام داد و در آن به پیروزی رسید (هرچند که بعداً رد صلاحیت شد).
بیندا نوازندهٔ آموزش دیدهٔ ترومپت بود و ترومپت‌زن چیتیلیو لقب گرفته‌بود.

## فعالیت حرفه‌ای
جایزهٔ ۵۰۰ لیره‌ای سلطان کوهستان در سربالایی گیسالو، بیندا را ترغیب کرد که از نیس تا میلان رکاب بزند تا در مسابقهٔ تور لمباردی ۱۹۲۴ شرکت کند. او جایزه را برد، مسابقه را با مقام چهارم به پایان رساند و با پیشنهاد قرارداد با تیم حرفه‌ای لنیانو مواجه شد.
جیرو دیتالیای ۱۹۲۵ ممکن بود آخرین مسابقهٔ کستانته جیراردنگو اسطورهٔ ایتالیایی باشد. همهٔ ایتالیا امیدوار بودند که فاتح مسابقه شود و شکست خوردن او از بیندای تازه‌وارد ۲۳ ساله بسیار ناخوشایند بود. پس از آن جیراردنگو تصمیم گرفت به مسابقه دادن ادامه دهد و رقابت شخصی تند و عمیقی بین این دو نفر ایجاد شد. پس از افول قدرت جیراردنگو، ایتالیایی‌ها انتظار داشتند که دومنیکو پیمونتسی بتواند بیندا را شکست دهد، ولی او نتوانست خواسته‌ها را برآورده کند.

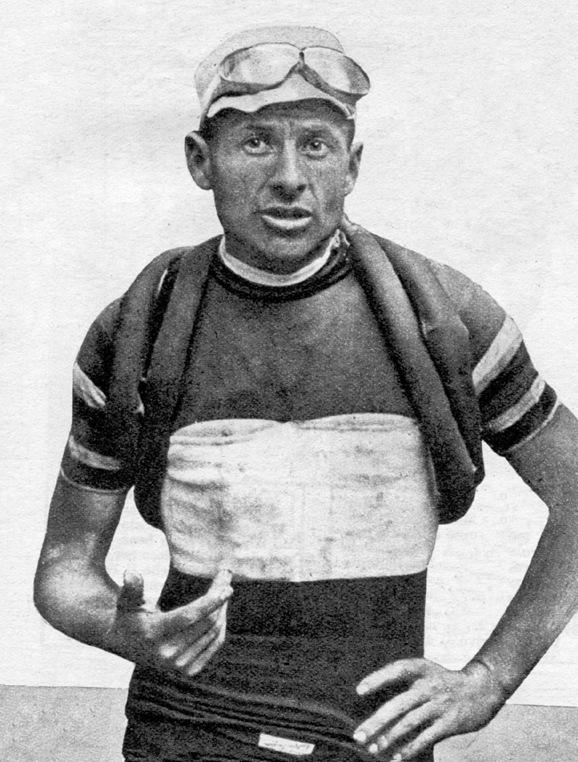
بیندا در جیرو دیتالیای ۱۹۲۷

در سال ۱۹۲۹ جیراردنگو یک رکابزن پیست بسیار قدرتمند با نام لئارکو گوئرا را از ونتو کشف کرد و او را جانشین بلافصل خود خواند تا رقیب تازه‌ای برای بیندا باشد. دوچرخه‌سواری گوئرا بسیار شبیه جیراردنگو بود و محبوبیت زیادی داشت. او از حمایت حزب فاشیست ایتالیا لذت می‌برد و افزون بر آن، پشتیبانی رسانه‌ها و جامعهٔ ورزشی را به همراه داشت. بیندا در سوی مقابل، اعلام کرد که هیچ علاقه‌ای به اجرای نمایش ندارد. او تنها به دنبال پیروزی در مسابقات دوچرخه‌سواری بود و هرگاه که گوئرا را شکست می‌داد، انزجار جامعهٔ ایتالیا افزایش می‌یافت. گوئرا ساده و خونگرم بود؛ ولی بیندا سرد و منزوی بود.
بیندا به اندازه‌ای بر مسابقه غلبه داشت که گاتزتا دلو اسپورت به او پیشنهاد کرد که در ازای گرفتن ۲۲٬۵۰۰ لیره از شرکت در جیرو دیتالیای ۱۹۳۰ خودداری کند. به جای آن، او در تور دو فرانس شرکت کرد و برندهٔ دو مرحله شد. بالاخره در سال ۱۹۳۲ که بیندا در رم برای سومین بار قهرمان جهان شد، جامعه حمایت از او را آغاز کردند. تا آن زمان، روش‌های تمرین و مسابقه را بازتعریف کرده‌بود و بزرگترین رکابزن عصر خود بود.
بیندا توانست پنج بار در سال‌های ۱۹۲۵، ۱۹۲۷، ۱۹۲۸، ۱۹۲۹ و ۱۹۳۳ برندهٔ جیرو دیتالیا شود. تاکنون کسی موفق به شکستن این رکورد او نشده‌است و تنها فائوستو کوپی و ادی مرکس با آن برابری کرده‌اند. همچنین بیندا برندهٔ ۴۱ مرحلهٔ جیرو شد و رکورد دیگری را به نام خود ثبت کرد که در سال ۲۰۰۳ به دست ماریو چیپولینی شکسته شد. در سال ۱۹۲۷، ۱۲ مرحله از ۱۵ مرحلهٔ جیرو را فتح کرد و در سال ۱۹۲۹ در ۸ مرحلهٔ پیاپی پیروز شد.
در مسابقات قهرمانی جهان، بیندا سه بار در سال‌های ۱۹۲۷، ۱۹۳۰ و ۱۹۳۲ قهرمان مسابقهٔ جاده شد و رکورد تازه‌ای را ثبت کرد. در سال‌های بعد، سه رکابزن با این رکورد برابری کردند؛ ولی تاکنون کسی آن را نشکسته‌است. همچنین یک بار در سال ۱۹۲۹ مقام سوم این مسابقات را به دست آورد. بیندا در دوران فعالیت حرفه‌ای خود برندهٔ بیش از ۱۲۰ مسابقه شد که از جملهٔ آن‌ها ۴ قهرمانی در مسابقات قهرمانی ایتالیا بود.
جامعهٔ دوچرخه‌سواری آلفردو بیندا به افتخار او نام‌گذاری شده‌است.

## دستاوردها

### نتایج گرند تورها
| گرند تور | ۱۹۲۵    | ۱۹۲۶    | ۱۹۲۷    | ۱۹۲۸    | ۱۹۲۹    | ۱۹۳۰       | ۱۹۳۱    | ۱۹۳۲    | ۱۹۳۳    | ۱۹۳۴      | ۱۹۳۵ |
| -------- | ------- | ------- | ------- | ------- | ------- | ---------- | ------- | ------- | ------- | --------- | ---- |
| جیرو     | ۱       | ۲       | ۱       | ۱       | ۱       | –          | ۲۳      | ۷       | ۱       | ناتمام –۶ | ۱۶   |
| تور      | –       | –       | –       | –       | –       | ناتمام –۱۰ | –       | –       | –       | –         | –    |
| ووئلتا   | ناموجود | ناموجود | ناموجود | ناموجود | ناموجود | ناموجود    | ناموجود | ناموجود | ناموجود | ناموجود   | –    |